# Сбербанк Факторинг
СберФакторинг — российская факторинговая компания, основанная в ноябре 2014 года и является на 100% дочерней компанией ПАО Сберба́нк.

## История

### 2017
В 2017 году впервые в России для верификации поставок использовали технологию блокчейн.

### 2020
В 2020 году запустили платформу СберФакторинг для проведения онлайн-операций.

### 2021
В 2021 году стали первой компанией, внедрившей API, который позволил автоматизировать передачу данных по поставкам клиентов.

В 2021 году при поиске клиентов начали использовать искусственный интеллект для определения вероятности заключения договора факторинга.

## Решения
- Классический факторинг с правом и без права регресса.
- Агентский факторинг - вид факторинга, при котором фактор на основании поручения покупателя осуществляет платеж в адрес поставщиков за обязательства, которые либо исполнены, либо будут исполнены в соответствии с контрактом, заключенным между поставщиком[5] и покупателем.
- Продукт «Развитие» - финансирование[6] будущих денежных требований. Подходит поставщикам с подтвержденным заказом от покупателя, но испытывающим нехватку ликвидности для его выполнения.
- Продукт «Административное управление дебиторской задолженностью» - услуга, в рамках которой фактор осуществляет мониторинг уступаемых поставщиками денежных требований[7], проводит с покупателями работу по своевременной оплате[8][9] обязательств.

## Деятельность
СберФакторинг предоставляет комплексные решения по управлению дебиторской и кредиторской задолженностью. Онлайн-платформа СберФакторинг обеспечивает полный путь реализации сделки, включая этапы от заявки на факторинг до финансирования и мониторинга данных по поставкам.
СберФакторинг является членом Ассоциации факторинговых компаний России, участвует в развитии финансовых услуг для малого и среднего бизнеса.

## Награды
- «Платформа года» (2024 год)[17][18];
- «Качество данных – помощь бизнесу» (2023) год[19];
- «Лучшая AI-технология: финтех» (2022 год);
- «Финтех - решение» (2021 год);
- «Лидер факторингового рынка» (2020 год)[20];
- «За инновации в финансовом секторе» (2018 год).